# Carolina Vilches
Carolina Cyntia Vilches Fuenzalida (Viña del Mar, 21 de diciembre de 1984) es una geógrafa, activista ambiental y política chilena. Fue miembro de la Convención Constitucional de Chile, por el distrito 6.

## Biografía

### Carrera profesional y activismo
Egresó de la enseñanza media del Instituto Superior de Comercio Alberto Blest Gana, Viña del Mar, en el 2002. Estudió la carrera de Geografía en la Universidad de Playa Ancha. Desde que llegó a vivir a Petorca en 2010, es activista en el Movimiento de Defensa por el acceso al Agua, la Tierra y la Protección del Medioambiente (Modatima). Además, fue fundadora en 2016 de la primera Oficina Municipal de Asuntos Hídricos del país, junto con la Unión de Comités de Agua Potable Rural (APR) de la cuenca río Petorca, la cual ha sido premiada en Latinoamérica por su lucha por la desprivatización del agua y el fortalecimiento de su gestión comunitaria.

### Convencional constituyente
Inscribió su candidatura independiente para las elecciones de convencionales constituyentes de Chile de 2021 por el Distrito 6 (Cabildo, La Calera, Hijuelas, La Cruz, La Ligua, Nogales, Papudo, Petorca, Puchuncaví, Quillota, Quintero, Zapallar, Calle Larga, Catemu, Llay-Llay, Los Andes, Panquehue, Putaendo, Rinconada, San Esteban, San Felipe, Santa María, Limache, Olmué, Quilpué y Villa Alemana), postulando en cupo del partido Comunes, parte de la lista Apruebo Dignidad. Resultó electa con el 5,83% de los votos,  la primera mayoría del distrito.
En el proceso de discusión de los Reglamentos de la Convención participó en la Comisión de Reglamento. Posteriormente, se incorporó a la Comisión Temática de Medio Ambiente, Derechos de la Naturaleza, Bienes Naturales Comunes y Modelo Económico. Además, integra la Comisión de Participación Popular.
El 27 de agosto de 2021 fue una de las fundadoras de «Movimientos Sociales Constituyentes», agrupación de convencionales que busca articular el trabajo de dichos representantes en la Convención Constitucional.
En abril de 2022 fue elegida, junto a la también constituyente Manuela Royo, como Vocera Nacional de MODATIMA.

## Historial electoral

### Elecciones de convencionales constituyentes de 2021
- Elecciones de convencionales constituyentes de 2021, para convencional constituyente por el Distrito N° 6 (Cabildo, Calle Larga, Catemu, Hijuelas, La Calera, La Cruz, La Ligua, Limache, Llay Llay, Los Andes, Nogales, Olmué, Panquehue, Papudo, Petorca, Puchuncaví, Putaendo, Quillota, Quilpué, Quintero, Rinconada, San Esteban, San Felipe, Santa María, Villa Alemana y Zapallar).[12]

| Candidato                   | Pacto                          | Partido | Votos  | %    | Resultado    |
| --------------------------- | ------------------------------ | ------- | ------ | ---- | ------------ |
| Carolina Vilches Fuenzalida | Apruebo Dignidad               | ILYQ    | 19 071 | 5.81 | Convencional |
| Benjamín Lorca Inzunza      | Independiente (Fuera de pacto) | Ind.    | 14 833 | 4.52 |              |
| Mariela Serey Jiménez       | Apruebo Dignidad               | ILYQ    | 11 829 | 3.60 | Convencional |
| Lisette Vergara Riquelme    | La Lista del Pueblo            | ILS     | 11 370 | 3.46 | Convencional |
| Ruggero Cozzi Elzo          | Vamos por Chile                | RN      | 10 802 | 3.29 | Convencional |
| Chiara Barchiesi Chávez     | Vamos por Chile                | PRCh    | 10 256 | 3.12 |              |
| Daniel Garrido Quintanilla  | Apruebo Dignidad               | PCCh    | 9076   | 2.76 |              |
| Janis Meneses Palma         | Mov. Soc. Independientes.      | ILYK    | 8705   | 2.65 | Convencional |
| Daniela Albornoz Derderian  | Mov. Soc. Independientes.      | ILYK    | 8287   | 2.52 |              |
| Claudio Gómez Castro        | Lista del Apruebo              | ILYB    | 8717   | 2.49 | Convencional |
| Carlos Ominami Pascual      | Lista del Apruebo              | ILYB    | 7613   | 2.32 |              |
| Jorge Correa Sutil          | Lista del Apruebo              | PDC     | 6840   | 2.08 |              |
| Cristóbal Andrade León      | La Lista del Pueblo            | ILS     | 6773   | 2.06 | Convencional |